# タマラ (漫画)
『タマラ』は、惣領冬実による日本の漫画作品。

## 概要
美人で一流モデルのタマラが、事件に遭遇するサスペンス。
但し、タマラが事件を解決するわけではなく、偶然現場に居合わせ巻き込まれるだけである。
掲載情報
1. 「別冊フレンド」（講談社）2002年7月号
2. 同誌2004年4月号
3. 同誌2004年5月号

全3話、単行本全1巻 (ISBN 4063413896)。

## 登場人物
タマラ 朝吹（タマラ あさぶき）
アジアのスーパーモデルと騒がれ、パリコレにも出た、日本を代表するモデルの一人。
実際は非常に豪快な性格で、ギャンブル好き。業界ではあまり好かれておらず、友達もいないらしい。パリコレ帰りにカジノで大負けし、行く当てがなく、トメの家に押しかけ居座る。
天王子 トメ（てんのうじ トメ）
19歳。デザイナーを目指し、世界的デザイナーの下でお針子として勉強に勤しんでいる。
行く当てのないタマラに自宅に居座られ、否応なく事件に関わる羽目に。